# 에틸기

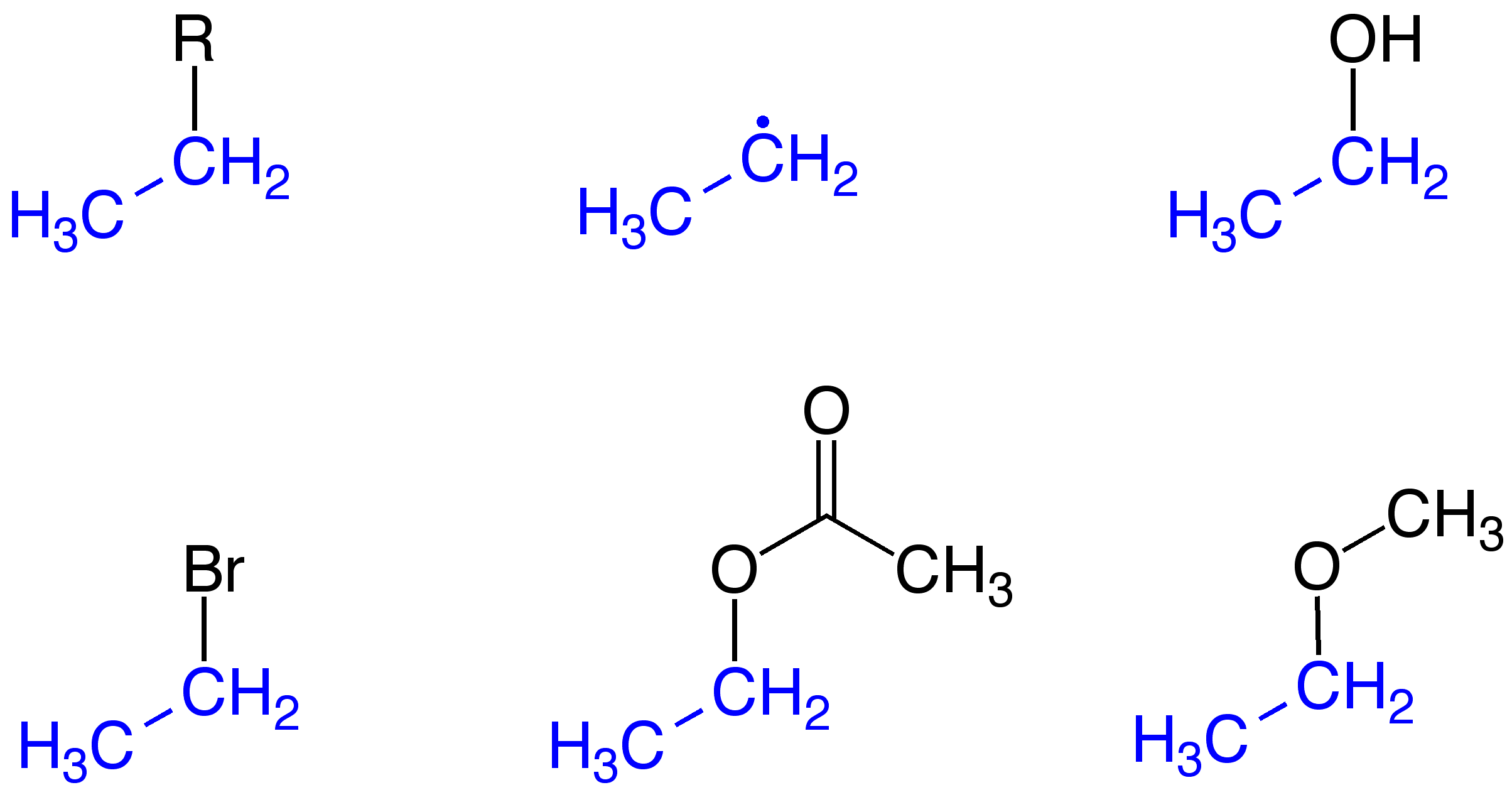
분자의 일부로서 에틸기(파란색으로 강조 표시됨), 에틸 라디칼, 화합물인 에탄올, 브로모에테인, 아세트산 에틸, 에틸 메틸 에터.

에틸기(영어: ethyl group)는 화학에서 에테인(C2H6)으로부터 파생된 알킬 치환기이다. 에틸기의 화학식은 –CH2CH3이며, Et로 축약된다. "에틸(ethyl)"이란 용어는 분자에서 포화된 2개의 탄소 부분에 대한 유기화학의 IUPAC 명명법에서 사용되며, 접두사 "eth-"는 분자에 2개의 탄소 원자가 존재함을 나타내는 데 사용된다.

## 에틸화
에틸화(영어: ethylation)는 분자에 에틸기를 도입하는 화학적 과정이다. 에틸화 반응의 가장 널리 알려진 예로는 벤젠을 에틸렌으로 에틸화하여 폴리스타이렌을 구성하는 스타이렌의 전구체인 에틸벤젠을 생성하는 것이 있다. 1999년에 약 2,470만 톤의 에틸벤젠이 생산되었다.
|  |

많은 에틸 함유 화합물은 친전자성 에틸화, 즉 친핵체를 Et+ 공급원으로 처리하여 생성된다. 트라이에틸옥소늄 테트라플루오로보레이트 [Et3O]BF4가 이러한 시약이다. 좋은 친핵체의 경우 할로젠화 에틸과 같은 친전자성이 덜한 시약이 사용된다.

## 입체화학
비대칭 에틸화 화합물에서 에틸 치환기의 메틸렌 양성자는 부분입체적이다. 카이랄 시약은 이러한 치환기를 입체선택적으로 변형하는 것으로 알려져 있다.

## 어원
"에틸기"라는 용어는 그리스의 공기 원소의 신인 "아이테르(Aether)" (당시에는 휘발성이 매우 높은 화합물에 대한 일반 용어)와 물질(stuff)을 의미하는 "질료(hyle)"에서 파생되었다. "에틸(ethyl)"이라는 이름은 1835년에 스웨덴의 화학자 옌스 야코브 베르셀리우스에 의해 만들어졌다.

## 같이 보기
- 작용기
- 메틸기